# Râul Streiu
Râul Streiu este un curs de apă, afluent al râului Putna. 